# 茨城県立江戸崎総合高等学校
茨城県立江戸崎総合高等学校（いばらきけんりつ えどさきそうごうこうとうがっこう）は、茨城県稲敷市江戸崎に所在する公立の高等学校。江戸崎高等学校と江戸崎西高等学校が統合して設立された。稲敷市唯一の総合高等学校である。

## 設置学科・系列
- 総合学科
  - 人文科学系列（文科系の大学や専門学校への進学、公務員への就職）→2023年度より、募集停止。
  - 自然科学系列（理科系の大学や専門学校への進学、公務員への就職）→2023年度より、募集停止。
  - グリーンテクノ系列（農業系の大学や専門学校への進学、農業系団体への就職）
  - メカニカルテクノ系列（工学（自動車）系の大学や門学校への進学、工業・自動車関係等の企業への就職）
  - 福祉系列（福祉系の大学や専門学校への進学、福祉関係施設への就職）

☆2023年から、人文科学系列と自然科学系列が合わさった総合キャリア系列が誕生しました。
☆総合キャリア系列(進学重視型)→(前)人文科学系列と（前）自然科学系列が合わさったもの。
☆総合キャリア系列(就職実践型)→就職を希望している人が入る系列で、色々な体験をすることによって、知識などを育成する学科。

## 統合前にあった学科

### 茨城県立江戸崎高等学校
1907年（明治40年）5月13日創立
- 普通科
- 農業科（生物生産コース・流通経済コース）
- 園芸科（園芸科学コース・食品科学コース）
- 機械技術科

### 茨城県立江戸崎西高等学校
1971年（昭和46年）4月1日創立
- 普通科

## 沿革
- 1907年（明治40年）5月 - 江戸崎町他三ヶ村組合立農学校開校。
- 稲敷郡立江戸崎農学校
- 茨城県立江戸崎農学校
- 茨城県立江戸崎高等学校
- 1971年（昭和46年）4月 - 茨城県立江戸崎西高等学校開校。
- 2005年（平成17年）4月 - 茨城県立江戸崎高等学校と茨城県立江戸崎西高等学校が合併して茨城県立江戸崎総合高等学校開校。
茨城県立江戸崎高等学校と茨城県立江戸崎西高等学校は生徒募集を停止
- 2007年（平成19年）3月 - 茨城県立江戸崎高等学校と茨城県立江戸崎西高等学校が閉校。

## 部活動
部、同好会は毎年変化しているため現在は廃部廃会になっているものもある（以下は2011年4月1日現在）。

### 運動部
- 硬式野球部
- サッカー部
- バレーボール部
- 硬式テニス部
- 陸上部
- バスケットボール部
- 卓球部→2022年度より廃部。
- 弓道部
- 馬術部
- 剣道部→2022年度より廃部。
- 軟式テニス部
- ハンドボール同好会→2023年度より入会。

### 文化部
- 吹奏楽部
- 写真部
- 演劇部
- メカニカル部
- 情報処理部
- 調理部→2022年度より廃部。